# مقاطعة آستارا (غيلان)
مقاطعة آستارا (بالفارسية: شهرستان آستارا) هي إحدى مقاطعات محافظة غیلان في إيران. كان عدد سكان المقاطعة سنة 2011 حوالي 86,575 نسمة.